# Sidneyia
Sidneyia es un género de artrópodos extintos conocido a partir de fósiles encontrados desde el Cámbrico Inferior de los esquistos de Maotianshan hasta el esquisto de Burgess del Cámbrico Medio de la Columbia Británica. Se conocen 144 especímenes de Sidneyia en el Lecho de Filópodos mayor, donde constituyen el 0,27% de la comunidad. Se conocen dos especies, S. inexpectans, y S. sinica.

## Descripción

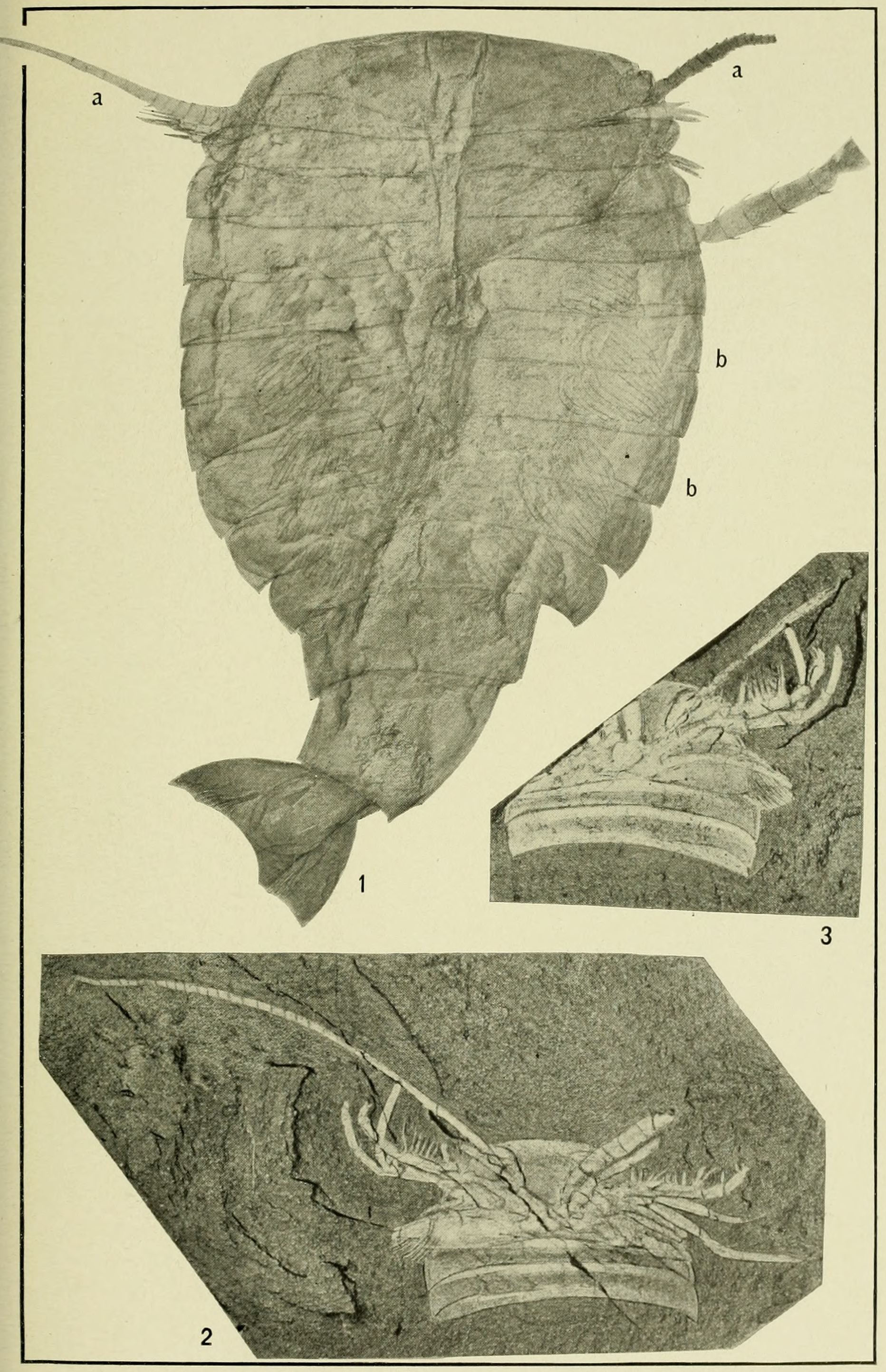
Fósiles del holotipo

Sidneyia media de 51 a 130 mm de largo y es uno de los artrópodos más grandes encontrados en ese lugar. Se cree que fue un carnívoro bentónico que caminaba en el fondo del mar en busca de presas de caparazón duro. El contenido estomacal reveló que Sidneyia se alimentaban de Hyolitha (molusco) y de pequeños crustáceos y trilobites. 
Sidneyia fue descubierto en 1910 durante el primer día de exploración de Charles Walcott en Burgess Shale. El nombre alude de su hijo mayor, Sidney, que había ayudado a localizar el sitio y recoger la muestra. El nombre de la especie tipo, Sidneyia inexpectans, significa "el descubrimiento inesperado de Sidney".